# Храбрият оловен войник
„Храбрият оловен войник“ (Den Standhaftige Tinsoldat) е приказка от датския писател Ханс Кристиян Андерсен. Публикувана е за пръв път през 1838 година.